# Prin Suparat
Prin Suparat (tiếng Thái: ปริญ สุภารัตน์, sinh ngày 19 tháng 3 năm 1990), được biết đến với nghệ danh Mark Prin, là nam diễn viên và người mẫu Thái Lan. Anh hiện là diễn viên độc quyền của Channel 3. Anh là thành viên của nhóm 4+1 Channel 3 Superstar cùng với Mario Maurer, Nadech Kugimiya, Pakorn Chatborirak và Phupoom Pongpanu. Anh được biết đến qua các vai diễn trong Trí thức trùm xó bếp (2012), Hai thế giới một tình yêu (2014), Sóng gió cuộc đời (2017), Chuyện tình bậc đế vương (2017), Yêu thầm anh xã (2020), Miễn bầu trời còn có mặt trời (2020)...

## Tiểu sử và học vấn
Suparat sinh ra ở tỉnh Chiang Mai với cha mẹ là người Thái gốc Hoa. Anh lớn lên ở Lampang. Sự nghiệp của anh trong lĩnh vực giải trí và diễn xuất bắt đầu sau khi anh được một người quản lý làm việc ở Channel 3 phát hiện.
Anh theo học khoa Du lịch và Khách sạn tại Đại học Rangsit với học bổng thể thao, nhưng sau đó chuyển sang khoa Quản trị Kinh doanh, chuyên ngành Marketing. Anh có đai đen Judo (hạng trung) và ở trong đội Judo của đại học Rangsit.

## Đời tư
Vào ngày 17 tháng 4 năm 2022, anh và bạn gái 9 năm Kimberley Anne Woltemas đã đính hôn và tổ chức đám cưới vào ngày 14 tháng 9 năm 2023.

## Các phim đã tham gia

### Phim điện ảnh
| Năm  | Tên gốc                                  | Vai  | Ghi chú   | Đóng với          |
| ---- | ---------------------------------------- | ---- | --------- | ----------------- |
| 2010 | Pop Twilight                             | Tu   | Vai chính | Jittapa Jampatom  |
| 2014 | The Order                                | Ake  | Vai chính | Laila Boonyasak   |
| 2019 | Necromancer                              | Win  | Vai chính | Chicha Amatayakul |
| 2021 | Haunted Tales (part "The Book of Truth") | Jess | Vai chính | Không có          |

### Phim truyền hình
| Năm  | Tên gốc                       | Tên tiếng Việt                        | Vai                                    | Đài |
| ---- | ----------------------------- | ------------------------------------- | -------------------------------------- | --- |
| 2010 | Ngao Ruk Luang Jai            | Mối tình ngang trái                   | Techit                                 | CH3 |
| 2010 | Thara Himalaya                | Trúc mộng lan viên                    | Pathapee Adisuan (Din)                 | CH3 |
| 2010 | Duang Jai Akkanee             | Trang trại tình yêu                   | Pathapee Adisuan (Din)                 | CH3 |
| 2010 | Pathapee Leh Ruk              | Cơn lốc tình                          | Pathapee Adisuan (Din)                 | CH3 |
| 2010 | Wayupak Montra                | Bóng tối tình yêu                     | Pathapee Adisuan (Din)                 | CH3 |
| 2011 | Tawan Deard                   | Cao bồi Bangkok                       | Tawan / Seur                           | CH3 |
| 2011 | Sarm Noom Nuer Tong           | Ba chàng trai vàng                    | Kritchai Phongphokhin / "Krit"         | CH3 |
| 2012 | Panyachon Kon Krua            | Trí thức trùm xó bếp                  | Waraet / Tam                           | CH3 |
| 2012 | Nuer Mek 2                    | Gián điệp nguy hiểm                   | Saengkla Aphichai                      | CH3 |
| 2013 | Khun Chai Ronapee             | Ảo vọng giàu sang                     | Chính mình (cameo)                     | CH3 |
| 2013 | Ton Ruk Rim Rua               | Hàng rào tình yêu                     | Kasidith Kietyotha / Kob               | CH3 |
| 2014 | Pope Rak                      | Hai thế giới một tình yêu             | Yiao                                   | CH3 |
| 2015 | Ab Ruk Online                 | Yêu thầm qua mạng                     | Pranont / "Non"                        | CH3 |
| 2016 | Buang Athithan                | Ước hẹn vương triều                   | Krittathorn / Thái tử Ariya            | CH3 |
| 2017 | Kleun Cheewit                 | Sóng gió cuộc đời                     | Sathit Wadcharaporn (Thit)             | CH3 |
| 2017 | Rak Nakara                    | Chuyện tình bậc đế vương              | Hoàng tử Suk Vong / Jao Noi Sukkawaong | CH3 |
| 2018 | Kom Faek                      | Hành trình đi tìm tình yêu và công lý | Gun Kriengkrai                         | CH3 |
| 2019 | Ruk Jung Aoey                 | Yêu quá trời                          | Mark (cameo)                           | CH3 |
| 2020 | Ok Keub Hak Ab Ruk Khun Samee | Yêu thầm anh xã                       | Thianwat Navanawakul (Thian)           | CH3 |
| 2020 | Trab Fah Mee Tawan            | Miễn bầu trời còn có mặt trời         | Arthit Suriyakkul (Thit)               | CH3 |
| 2021 | Game Lah Torrachon            | Trò chơi săn lùng kẻ ác               | Nont Wongdecha                         | CH3 |
| 2023 | Tai Ngao Tawan                | Dưới bóng mặt trời                    | Korn Choenitsarachai                   | CH3 |
| 2024 | Jon Kwa Ja Dai Ruk Gun        | Chờ ngày ta yêu nhau                  | Mueang                                 | CH3 |

## Âm nhạc
| Năm  | Tên ca khúc            | Với                                     |
| ---- | ---------------------- | --------------------------------------- |
| 2017 | "Time Bomb"            | Greasy Cafe, với Nittha Jirayungyurn    |
| 2020 | "Hua Jai Sung Hai Rak" | Praew Kanitkul, với Nittha Jirayungyurn |